# استطالة (علم الفلك)

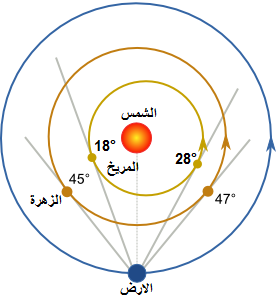
الكوكب الداخلي عطارد وليس المريخ، المريخ في المسار الخارجي وليس الداخلي للأرض

الاستطالة أو التطول أو المطال مصطلح يستخدم في علم الفلك لتعريف زاوية ظاهرية (تقاس بالدرجات والدقائق والثواني) بين شيئين على الكرة السماوية انطلاقا من مكان ثالث. وغالبا ما يستخدم لوصف الزاوية بين الشمس وكوكب في النظام الشمسي كما يرى من الأرض.

## الاستطالة الدنيا
تصل الاستطالة كوكب إلى أدنى قيمة لها حين يكون الكوكب وراء  أو أمام الشمس بالنسبة للأرض. وتسمى هذه الظاهرة: الاقتران.

## الاستطالة القصوى

### الكواكب الداخلية
تكون الكواكب الداخلية من النظام الشمسي، عطارد والزهرة بالقرب من «أكبر استطالة شرقية» عندما تكون مرئية بعد غروب الشمس. على العكس من ذلك، تكون قريبة من هم «أكبر استطالة غربية» عندما مرئية قبل شروق الشمس.

 لا تصل الكواكب الداخلية أبدا إلى حالة التقابل، واستطالتها لا يمكن أبدا أن تكون 180 درجة. القيم القصوى للاستطالة لعطارد تكون ما بين 18 درجة و 28 درجة، والزهرة بين 45 درجة  و 47 درجة. فترات الاستطالة القصوى هي الأكثر ملائمة للمراقبة، وبالاخص عطارد، لأنه في هذا الوقت تكون مدة رؤية الكوكب أطول.

### الكواكب الخارجية
بالنسبة للكواكب الخارجية للنظام الشمسي، فإنها تبلغ أقصى استطالة عندما تكون في حالة التقابل، أي 180 درجة.